# Tweede Kamer
La Seconda Camera degli Stati generali (in olandese: Tweede Kamer der Staten-Generaal), nota più comunemente come Tweede Kamer (Seconda Camera o impropriamente Camera dei rappresentanti), è la camera bassa degli Stati generali dei Paesi Bassi. La camera alta è, invece, la Eerste Kamer.
Composta da 150 deputati (100 fino al 1956), eletti normalmente ogni quattro anni, la sede si trova presso il Binnenhof, a L'Aia.
Il Presidente della Seconda Camera, dal 14 dicembre 2023, è Martin Bosma dei Partito per la Libertà.

## Funzioni
La Camera dei rappresentanti è la camera principale degli Stati Generali, dove si svolge la discussione sulla legislazione proposta e la revisione delle azioni del gabinetto. Sia il Gabinetto che la Camera dei rappresentanti hanno il diritto di proporre una legislazione; la Camera dei rappresentanti la discute e, se adottata a maggioranza, la invia al Senato. La revisione ed il controllo delle azioni del gabinetto assume la forma di interrogazioni formali, che possono portare a mozioni che sollecitano il governo a prendere o astenersi da determinate azioni. Nessun individuo può essere membro del parlamento e del gabinetto, tranne che in un gabinetto uscente che non ha avuto ancora un successore al momento dell’insediamento della nuova Camera (ex Art. 57, §2, 3 della Costituzione).
La Camera dei rappresentanti è anche responsabile per il primo turno di selezione dei giudici presso la Corte Suprema dei Paesi Bassi. Sottopone al governo un elenco di tre nomi per ogni posizione vacante. Inoltre, elegge l'Ombudsman olandese e le sue organizzazioni sussidiarie.